# 散官
散官（さんかん）とは、中国の律令制において貴族・官人に与えられた秩序体系（品階）に対応して与えられる称号のことで、日本における位階に相当する。

## 概要
日本では、職事官に就いていない「散位」のことを「散官」とも称したが、中国における散官は職事官であるか否かを問わず、従九位下より上位の品階を持つ全ての官人に与えられる。また、文官と武官によって与えられる散官が異なる。更に中国の正一品は臣下では三公か諸侯王に限定されるためにこれに相当する散官は設定されていない。
なお、散官に用いられた官名は元々は内容のある官職であったが、隋以後には実権を剥奪され、品階を与えられた者に対して授与される名誉のみの称号となり、数字表記の品階に代わる呼称として用いられた。
職事官に就いている者の場合、その散官に相当する品階と現任の職事官に相当する品階は同じであるが、抜擢や左遷などによって稀に一致しない場合があった。その場合、散官より職事官の品階が高い場合には職事官の前に「守」を付け、反対に散官より職事官の品階が低い場合には職事官の前に「行」を付けた（例:正議大夫守 姚州刺史（散官は正四品上、職事官は従三品）、金紫光禄大夫行 撫州刺史（散官は正三品、職事官は従三品））。この「守」と「行」の用法については、日本の官制においても引き継がれた。

## 唐の散官表

### 文散官
- 正一品:なし
- 従一品:開府儀同三司
- 正二品:特進
- 従二品:光禄大夫
- 正三品:金紫光禄大夫
- 従三品:銀青光禄大夫
- 正四品上:正議大夫
- 正四品下:通議大夫
- 従四品上:太中大夫
- 従四品下:中大夫
- 正五品上:中散大夫
- 正五品下:朝議大夫
- 従五品上:朝請大夫
- 従五品下:朝散大夫
- 正六品上:朝議郎
- 正六品下:承議郎
- 従六品上:奉議郎
- 従六品下:通直郎
- 正七品上:朝請郎
- 正七品下:宣徳郎
- 従七品上:朝散郎
- 従七品下:宣義郎
- 正八品上:給事郎
- 正八品下:徴事郎
- 従八品上:承奉郎
- 従八品下:承務郎
- 正九品上:儒林郎
- 正九品下:登仕郎
- 従九品上:文林郎
- 従九品下:将仕郎

### 武散官
- 正一品:なし
- 従一品:驃騎大将軍
- 正二品:輔国大将軍
- 従二品:鎮軍大将軍
- 正三品:冠軍大将軍
- 従三品:雲麾将軍
- 正四品上:忠武将軍
- 正四品下:壮武将軍
- 従四品上:宣威将軍
- 従四品下:明威将軍
- 正五品上:定遠将軍
- 正五品下:寧遠将軍
- 従五品上:游騎将軍
- 従五品下:游撃将軍
- 正六品上:昭武校尉
- 正六品下:昭武副尉
- 従六品上:振威校尉
- 従六品下:振威副尉
- 正七品上:致果校尉
- 正七品下:致果副尉
- 従七品上:翊麾校尉
- 従七品下:翊麾副尉
- 正八品上:宣節校尉
- 正八品下:宣節副尉
- 従八品上:禦侮校尉
- 従八品下:禦侮副尉
- 正九品上:仁勇校尉
- 正九品下:仁勇副尉
- 従九品上:陪戎校尉
- 従九品下:陪戎副尉